# Louis Notari
Louis Notari (1879 — 1961) fo um escritor monegasco em francesa e em língua monegasca.
É o autor da letra do hino nacional monegasco[carece de fontes?] . Escreveu somente três livros:
- A legenda de Santa Devota/Santa Devota (1927)
- Bülüghe munegasche (1941)
- Quelques notes sur les traditions de Monaco (1960).